# کوتراژا (لوچانی)
کوتراژا (به صربی: Kotraža) یک منطقهٔ مسکونی در صربستان است که در لوچانی واقع شده‌است. کوتراژا ۱۵٫۰۵ کیلومتر مربع مساحت و ۸۰۶ نفر جمعیت دارد و ۴۸۸ متر بالاتر از سطح دریا واقع شده‌است.